# Klimatický systém

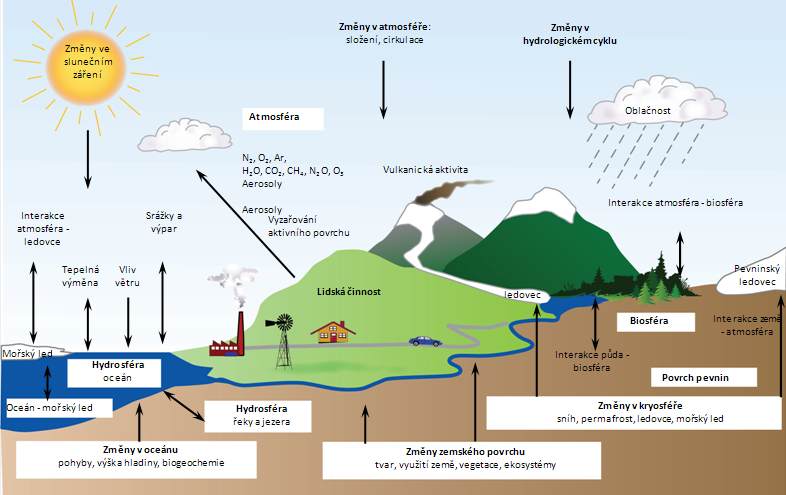
Úplný klimatický systém složený z pěti podsystémů

Klimatický systém je vysoce složitý systém sestávající z pěti hlavních složek: atmosféry, hydrosféry, kryosféry, povrchu země a biosféry, a vzájemných vztahů mezi nimi. Poslední čtyři podsystémy představují aktivní povrch. Sluneční energie, která se dostává do interakce mezi atmosférou a aktivním povrchem je hnacím motorem meteorologických a klimatických změn.
Existence klimatického systému Země se může datovat od vzniku atmosféry, tedy zhruba na 4,5 miliardu let. Následně vznikaly další složky systému, které spolu výrazně interagují a vzájemně se ovlivňují. Každá z těchto složek představuje složitý termodynamický systém, ve kterém probíhá velké množství fyzikálních a chemických procesů. Mezi jednotlivými složkami klimatického systému probíhá neustále výměna hmoty i energie. Klimatický systém je tedy velmi složitý nelineární systém.
Typickou vlastností klimatického systému tedy je, že se neustále proměňuje a vyvíjí a je zároveň natolik složitý že současná věda nemůže zcela přesně popisovat a předpovídat jeho další vývoj.

## Blízké pojmy

### Počasí
Počasí je definováno jako okamžitý stav atmosféry nad daným místem. Mění se z hodiny na hodinu, ze dne na den, sezónu od sezóny, rok od roku. Z pohledu několika desítek let však vytváří režim, který je pro dané území charakteristický.

### Klima
Klima, neboli podnebí, je v užším smyslu obvykle definováno jako průměrné počasí nebo přesněji jako statistický popis v pojmech střední hodnoty a proměnlivosti relevantních veličin přes časové období v rozmezí od měsíců po tisíce nebo milióny let. Klasické období pro průměrování těchto veličin je 30 let podle definice Světové meteorologické organizace (WMO). Relevantní veličiny jsou nejčastěji povrchové proměnné jako teplota, srážky nebo vítr.
Klima v širším smyslu je stav klimatického systému v rozlohách od několika metrů až po celou Zemi, braný v daném okamžiku nebo jako statistika za období až desítek let či staletí. Cílem studia klimatu je také porozumět změnám v biosféře, hydrosféře a kryosféře a na povrchu pevnin, jež spolu s ovzduším tvoří klimatický systém. Proto patří do klimatických veličin také takové věci, jako je tempo nebo úhrn výparu z určitého území, které spolu s úhrnem srážek a úhrnem odtoku mění poměry v krajině.

## Procesy klimatického systému
Procesy v systému jsou vzájemně propojeny složitými vazbami.

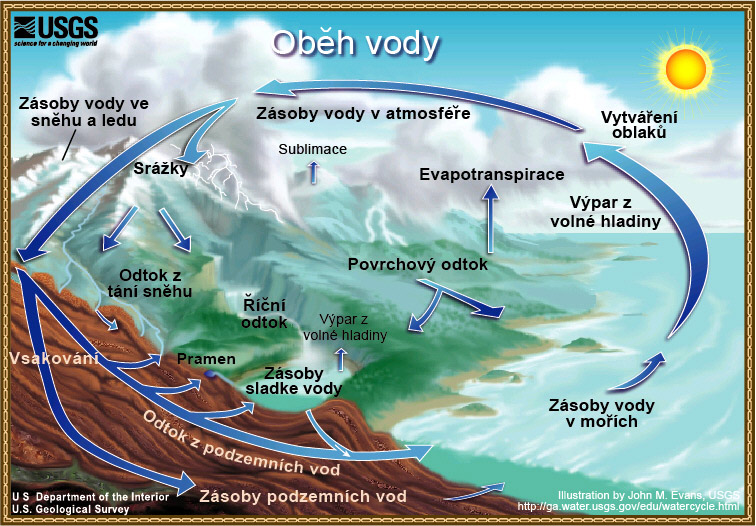
Schéma koloběhu vody

### Globální cykly
Příkladem provázanosti jednotlivých složek jsou globální cykly. Jde např. o hydrologický či uhlíkový cyklus. Příkladem interakcí mezi složkou atmosféry a oceánem, je jev El Niño.
V rámci vývoje systému existuje velké množství cyklů, tedy pravidelného střídání. Délky cyklů jsou velmi rozmanité. Složením cyklů do sebe však získáme nepřehledný vývoj, který je vytvořen tolika pravidelnými cykly různé délky, až je ve výsledku nepravidelný.

### Zpětné vazby

Schéma koloběhu uhlíku

Důležitou roli v proměnných procesech hrají zpětné vazby.  Znamená to, že změna v jedné části klimatického systému, způsobená určitým impulzem, vyvolá změnu v jiné části systému, a ta zpětně působí na tu první část. V případě, že je reakce zesílena, mluvíme o pozitivní zpětné vazbě. V opačném případě, kdy je reakce na daný impulz zpětnou vazbou zeslabena, jedná se o negativní zpětnou vazbu.
- Příklad pozitivní zpětné vazby v klimatologii: Úbytek zemské plochy pokryté sněhem a ledem. Ten znamená větší absorpci slunečního záření půdou, vodou, zastavěnými plochami (snížení albeda) a tím způsobí další tání oblastí sněhu a ledu.
- Příklad negativní zpětné vazby v klimatologii: Zalednění oceánu. Pokud dojde k oteplení, část ledu roztaje. Tím dojde k naředění slané oceánské vody a tato méně slaná voda pak zamrzá i při menším mrazu, takže se ledová pokrývka zase může snadněji obnovit.[3]

Systém je protkán nepopsatelným množstvím, jak negativních, tak pozitivních zpětných vazeb. Pozitivní vazby se podílejí na proměnách klimatu, negativní ho stabilizují.

## Faktory působící na klimatický systém
Hlavním faktorem, který určuje klima na Zemi je radiační a bilanční energie. Změny jednotlivých energetických toků jsou impulsem, který může způsobit změnu klimatu. Tyto impulsy mohou být způsobeny přirozenými nebo antropogenními faktory.

### Přirozené
V časových měřítkách tisíců až milionů let byly změny klimatu působeny hlavně geografickými a astronomickými vlivy, jejichž působení bylo umocněno nebo zeslabeno prostřednictvím zpětných vazeb. Mezi tyto vnější vlivy řadíme změny parametrů zemské orbity, změny rozložení kontinentů na Zemi a změny sluneční činnosti. Dalším přirozeným faktorem, ovlivňujícím podnebí v kratším časovém měřítku, je vulkanická činnost.

### Antropogenní
Antropogenními faktory rozumíme vliv lidské činnosti na různé části klimatického systému. Jedná se o emise skleníkových plynů, aerosolů a dalších znečišťujících příměsí do atmosféry (ať už z průmyslové výroby, těžby surovin nebo zemědělství), změny vlastností povrchu (odlesňování, výstavba apod.), zásahy do hydrologického režimu (stavba přehrad, změny vodních toků, zavlažovací systémy) apod.

### Výčet faktorů
Následující klimatvorné faktory nejsou však co do síly vlivu a aktuálnosti působení na změnu, na stejné úrovni. Některé jsou zároveň i samy o sobě důsledkem jiných probíhajících změn. U některých existuje obousměrná interakce, kdy faktor sice ovlivňuje klima, ale sám je také klimatem ovlivňován. V takto složitém systému máme značný problém kvantifikovat podíl jednotlivých faktorů na klimatických změnách jak v minulosti, tak i současnosti. Současné vědecké poznatky se nám pokouší dát aspoň základní představu o jejich významnosti.
Ovšem i za předpokladu, že všechny faktory určující klima budou konstantní, tak se klima může měnit. Mluvíme o kolísání (variabilitě) podnebí. Nejedná se o jeho změnu, ale o kolísání kolem určité průměrné hodnoty s různě velkou amplitudou i periodou, a s různě velkým prostorovým rozsahem. Tato proměnlivost je důsledkem výše zmíněné nelineární povahy klimatického systému.
Následující výčet faktorů je detekován jako ten, který působí na klimatický systém a ovlivňuje ho, spolu se současným vědeckým odhadem jeho míry vlivu na současnou klimatickou změnu: 

#### Pohyb Sluneční soustavy Galaxií
Tento faktor působí ve velmi dlouhodobém horizontu – stovek milionů let a na současnou klimatickou změnu nemá pravděpodobně žádný vliv.

#### Změny oběžné dráhy Země kolem Slunce
Přestože se výstřednost dráhy Země kolem Slunce, změna sklonu zemské osy a její stáčení proměňují pomalu (změny v řádů desetitisíců let), díky nastartování zpětných vazeb dokáží změnit klima na Zemi velice skokově. Tento faktor ale nemá pravděpodobně žádný vliv na současnou změnu klimatu. Soudí se ale o nich, že právě ony vyvolávaly doby ledové v posledních 2 milionech let.

#### Změna zářivé energie Slunce
Slunce, coby hvězda během času mění svou velikost i teplotu. Jedná se o změny v horizontu stovek milionů let. I zde není pravděpodobně žádný vliv na současnou změnu klimatu.

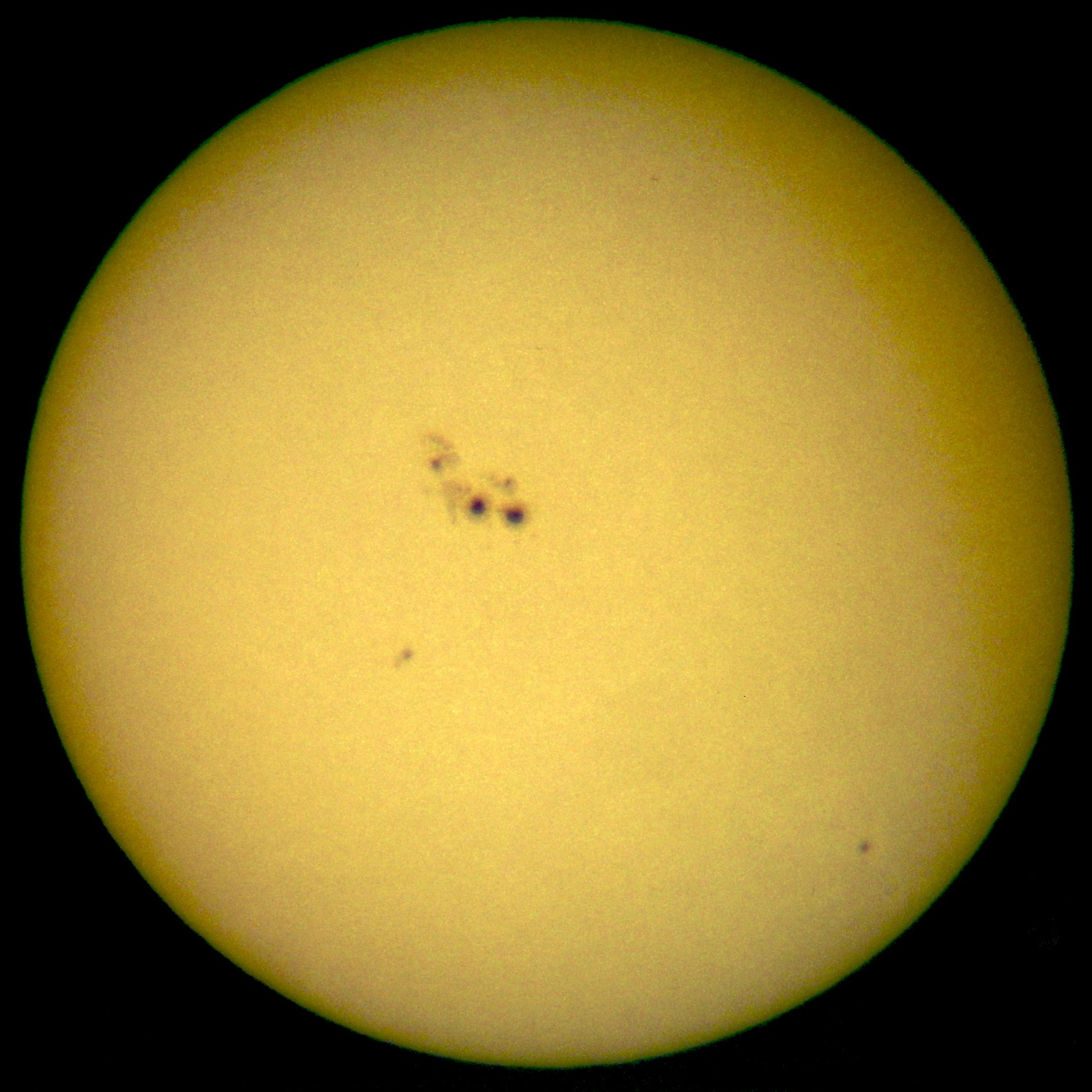
Sluneční skvrny

#### Aktivita Slunce
Povrch Slunce vykazuje cyklickou aktivitu, která se viditelně projevuje výskytem takzvaných slunečních skvrn. V době, kdy je na slunečním povrchu více skvrn, má Slunce vyšší energetický výkon a také zesiluje sluneční vítr (proud částic směřujících od Slunce). Množství skvrn se cyklicky mění a tato změna zřejmě působí na pozemské klima už v řádu desítek let. Vliv na současnou klimatickou změnu je tak zřejmě významný, i když nikoliv klíčový.

#### Vývoj kontinentů a horstev na Zemi
Poloha kontinentů na planetě ovlivňuje globální proudění mořské vody a vzduchu. Pokud rozložení kontinentů umožňuje proudění vody ve vyšších zeměpisných šířkách a navíc se na pólech nachází kontinent, nahrává to chladnějšímu klimatu. Pokud poloha kontinentů umožňuje proudění kolem rovníku a kolem pólů není pevnina, vede to k teplejšímu klimatu. Vliv na současnou klimatickou změnu je zcela jistě žádný, neboť časový horizont takovýchto změn je příliš velký.

#### Sopečná činnost Země
Vulkanismus má na klima vliv sekundárním působením, konkrétně přes složení atmosféry, na které působí. Sopečný materiál obsahuje jak pevné částice (aerosoly), které klima ochlazují (ale jen v řádu měsíců až několika málo let), tak skleníkové plyny, které klima oteplují v řádu desítek let. Nejnovější poznatky ukazují, že vulkanismus je také ovlivňován změnami klimatu – je vyšší při teplejším klimatu, neboť to urychluje erozi a způsobuje nadlehčování zemské kůry, což vede k intenzivnějšímu vulkanismu. To pak zpětně může vyvolat další oteplení, jedná se o příklad pozitivní zpětné vazby.
Vliv na současnou klimatickou změnu je pravděpodobně nevýznamný. Aktivita sopek nebyla v posledních desítkách let zvýšená, takže by neměla žádné oteplení vyvolat.

#### Cirkulace vody v oceánech
Pohyby vody v oceánech ovlivňují regionální klima (např. známý Golfský proud), ale zároveň jsou důsledkem jiného klimatického působení. Nepředpokládá se však, že by samy mořské proudy byly příčinou globálních změn klimatu, ale změny v proudění mohou představovat významnou zpětnou vazbu. Určitou výjimku představuje cyklická anomálie v mořském proudění zvaná El Niño, která má (cyklicky) výrazný vliv na globální klima a jejíž příčina dosud není dostatečně dobře vysvětlena. Navíc pohyb proudů je ovlivněn i rotací Země kolem své osy. Předpokládá se spíše nevýznamný vliv na současnou klimatickou změnu.

#### Albedo zemského povrchu
Podle jednoduchého fyzikálního zákona platí, že čím tmavší těleso, tím více pohlcuje záření Slunce a tím více se zahřívá. Projevuje se to zejména díky změně rozložení ledu a sněhu na Zemi. Ledovce coby bílé plochy odrážejí světlo, tmavší oceány a zemský povrch ho pohlcují. Tento faktor je opět spíše důsledkem, než příčinou změn a je jednou ze zpětných vazeb. Na albedu se projevuje i změna v krajinném pokryvu, což ovlivňuje i člověk přeměnou krajiny. Nezdá se však, že by přímá lidská činnost měnila albedo zásadně.
Vliv na současnou klimatickou změnu: přeměna krajiny vlivem člověka velmi nepatrně zvýšila albedo Země, což zřejmě nahrává mírnému snižování teploty. Tento aspekt je však přehlušen jinými a důležitějšími faktory. Do budoucna by mohl akcelerovat klimatickou změnu v důsledku tání ledovců a mořského ledu. 

#### Složení atmosféry Země
Soudobé poznatky označují právě tento faktor za nejdůležitější při změnách v současném klimatu. Jde o to, že některé látky nacházející se v atmosféře vykazují schopnost pohlcovat dlouhovlnné záření Země a tím se oteplovat. Takovým sloučeninám říkáme skleníkové plyny. Jiné látky, aerosoly, zase přispívají k tvorbě oblačnosti, která sluneční svit odráží a tím planetu ochlazuje. Jejich množství v atmosféře pak ovlivňuje globální teplotu. Vliv na současnou klimatickou změnu je tedy pravděpodobně klíčový.

#### Přímý vliv člověka
Tímto se rozumí činnost lidí, která uvolňuje do atmosféry teplo, např. vytápění budov. Jedná se zejména o městské tepelné ostrovy, které oteplují lokální klima a mohou v celkovém součtu ovlivnit i klima globální. Vliv na současnou klimatickou změnu: zatím spíše minimální, městské tepelné ostrovy nemají globální dopady.
Zároveň však jiné lidské působení může mít značný vliv na jiné faktory – viz antropogenní faktory a jejich vliv na složení atmosféry Země.

## Klimatické modely
Základní rysy chování pozemského klimatického systému lze popsat pomocí fyzikálně-chemických modelů řešených metodami numerické matematiky. V dnešní době nejrozšířenější typ klimatických modelů jsou tzv. globální klimatické modely (GCM), tedy modely všeobecné cirkulace atmosféry spojené s modelem oceánu, kryosféry, popř. i modelem biosféry či chemickým modelem. Báze modelu je tvořena dynamickým jádrem, reprezentujícím základní fyzikální popis dynamiky a termodynamiky atmosféry. Řada dalších dějů, které nelze v daném rozlišení explicitně popsat, je zachycena pomocí fyzikálních parametrizací.
Klimatický model musí zohlednit i další složky klimatického systému a vazby mezi nimi. Zejména se jedná o tepelnou výměnu, přenos hybnosti a vlhkosti mezi atmosférou, oceánem a kryosférou. Tak se původně modely všeobecné cirkulace atmosféry stávají modely systému Země (Earth System Models), jak se jim dnes začíná rovněž říkat, a představují základní nástroj současné klimatologie.

## Změna klimatu

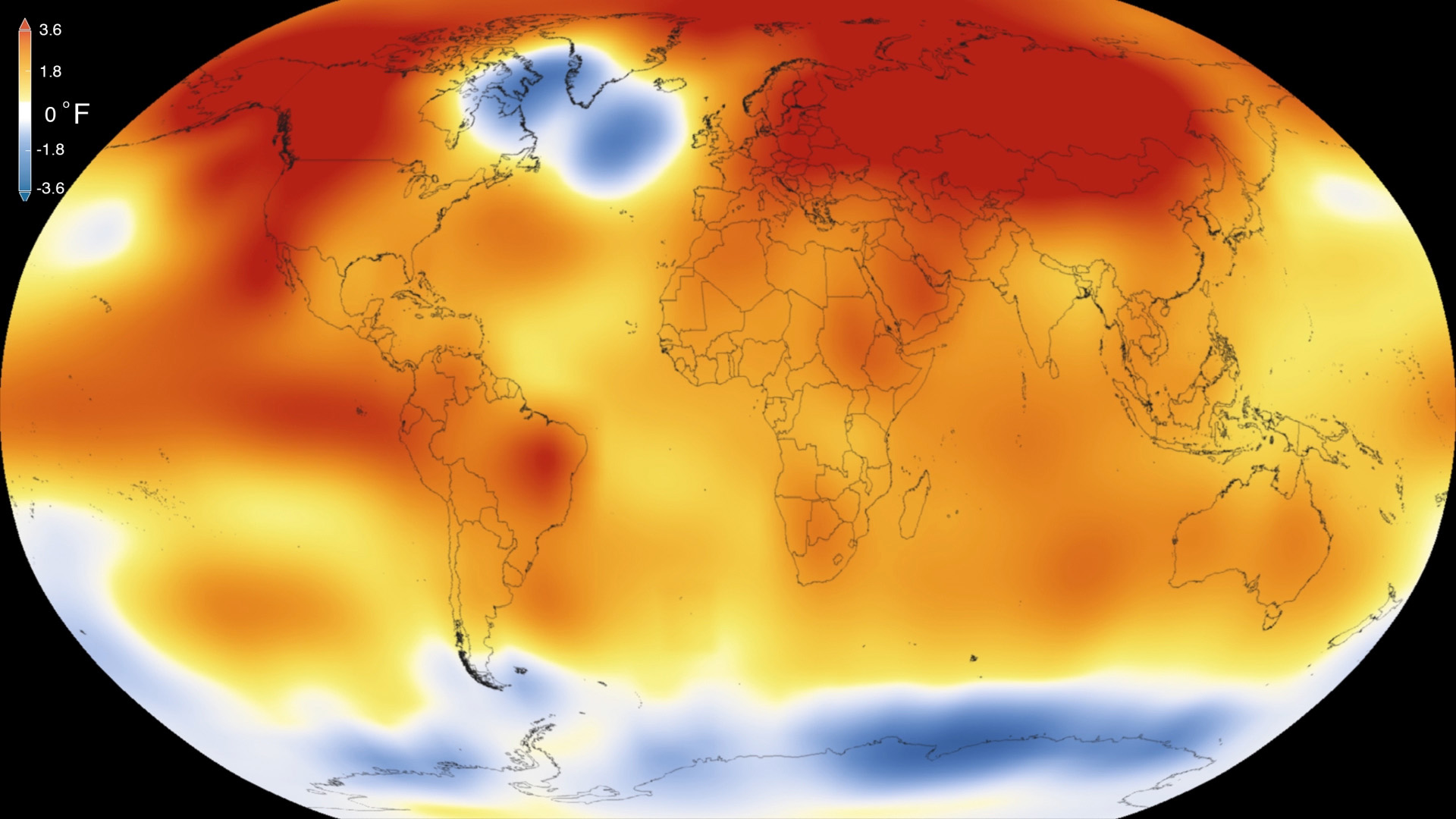
Dle analýzy Goddardova institutu pro vesmírná studia (NASA) byl rok 2015 nejteplejším rokem od moderní evidence započaté v roce 1880. Rekordní rok 2015 pokračuje v dlouhodobém trendu oteplování – 15 z 16 nejteplejších let bylo zaznamenáno od roku 2001.

Globální toky energie. Nyní je vlivem vyšší koncentrace skleníkových plynů tok do vesmíru snížen a bilance toků mezi ovzduším a povrchem o totéž množství zvýšena.

Přestože změny v klimatickém systému naší planety probíhaly od té doby, co planeta vznikla, vědecké poznatky posledních desetiletí ukazují, že v současné době velmi pravděpodobně tyto změny probíhají rychleji, než tomu bylo v minulosti. Nejpravděpodobnější vysvětlení současné klimatické změny na Zemi tedy vychází ze změny v koncentracích skleníkových plynů v atmosféře – konkrétně v jejím nárůstu.
Hlavní příčinou těchto změn, a zejména jejich důsledků, je činnost člověka. Nejde však pouze o činnosti spojené s nárůstem emisí skleníkových plynů, ale i o aktivity člověka, které činí klimatický systém více zranitelný, než tomu bylo v minulosti.
Antropogenní globální oteplování přivedlo klimatický systém do stavu, kdy pozorujeme spouštění kladných zpětných vazeb (tání arktického ledu, permafrostu a hydrátů metanu). Tyto zpětné vazby by mohly být i silnější, než byl prvotní antropogenní impuls. Klimatický systém se po překročení kritické meze začíná posouvat z teplého do horkého stavu. Onou kritickou mezí může být koncentrace CO2 vyšší než 350 ppm, jež byla překročena před dvěma desetiletími. Aktuálně je koncentrace CO2 již 390 ppm.
Vyzařování Země do vesmíru je tak v současnosti o půl až jeden a půl wattu na metr čtvereční menší než pohlcované sluneční teplo. Teplota oceánů, pevnin a v důsledku toho i ovzduší proto roste. S rostoucí teplotou ovzduší v něm i přibývá vodní páry, čímž se skleníkový jev dále zesiluje a zesilovat bude.
Klíčovým faktorem při chápání změn klimatu a jejich možné regulaci, se tedy stává pochopení skleníkového efektu, neboli skleníkového jevu.

### Skleníkový jev
Skleníkový jev vzniká tehdy, když je mezi dvěma tělesy různých teplot prostředí, které propouští záření teplejšího tělesa lépe než záření tělesa chladnějšího – které pohlcuje dlouhovlnné záření více než záření krátkovlnné. Takové prostředí je jak sklo, tak i zemská atmosféra.
Tento jev působící v globálních změnách klimatu, není nic nepřirozeného. Bez jeho existence by průměrná teplota na povrchu Země byla asi −18 °C místo současných +15 °C (tedy rozdíl 33 °C). Skleníkový jev je tedy pro současné podmínky a pro život na Zemi nezbytný.
Klíčovou roli zde hrají tzv. skleníkové plyny, které vykazují schopnost vytvářet zmíněný skleníkový efekt. Skleníkové plyny jsou sloučeniny, které díky svým fyzikálním vlastnostem propouštějí krátkovlnné záření horkých těles a naopak pohlcují dlouhovlnné záření těles chladnějších (s vlnovou délkou přes 3 μm), čímž sebe a okolí zahřívají. V praxi tedy propouštějí záření Slunce směrem k Zemi, které tak dopadne až na zemský povrch. Zpětné záření chladnějšího povrchu Země již molekuly CO2 dokáží pohltit a zahřívají tak okolní vzduch.

Křivka, známá jako Keelingova, ukazuje historii koncentrace oxidu uhličitého v atmosféře. Údaje pochází z přímého měření na Mauna Loa na Havaji od roku 1958.

#### Vliv skleníkových plynů

Celosvětový průměr radiačního působení. Odhad a rozsah antropogenních emisí skleníkových plynů a dalších významných činitelů a mechanismů v roce 2005.

Skleníkové plyny seřazené podle účinnosti na skleníkový jev jsou: vodní pára, oxid uhličitý, methan, oxid dusný, freony a různé vzácné plyny.
Nejdůležitějším skleníkovým plynem je tedy vodní pára. Její množství je v atmosféře, resp. v planetárním systému Země, v podstatě neměnné. Nejdůležitější plyn z hlediska současného zesilování skleníkového efektu je ale oxid uhličitý (CO2). Je tomu tak proto, že podíl jednotlivých plynů na zesilování skleníkového efektu nezávisí jen na jejich koncentraci v atmosféře, ale také na účinnosti pohlcování a vyzařování dlouhovlnného záření a době setrvání. Schopnost skleníkových plynů ovlivňovat klima závisí na příslušných radiačních vlastnostech, molekulové hmotnosti, obsahu a době působení daného plynu v atmosféře. Vyjadřuje se pomocí tzv. potenciálu globálního oteplování (PGO), který je definován jako radiační působení daného plynu za určité časové období (obvykle 100 let).
Oxid uhličitý se po dlouhá období akumuloval ve formě fosilních paliv. Jejich současné spalování a emise CO2 zpět do atmosféry má za následek zesílení skleníkového efektu, což vede ke zvýšení teploty povrchu. To má samozřejmě prostřednictvím řady zpětných vazeb důsledky pro celý klimatický systém Země.